# Kaze tachinu (film, 1976)
Pour plus de détails, voir Fiche technique et Distribution.
Kaze tachinu (風立ちぬ) (Le Vent s'est levé) est un film japonais réalisé par Mitsuo Wakasugi et sorti au Japon en 1976. 
Ce drame sentimental est une libre adaptation du roman Le vent se lève de Tatsuo Hori. 

## Synopsis
L'histoire se déroule au début de l'été 1942 dans la ville de Karuizawa au Japon. Un jeune homme, Tatsurou, rencontre une jeune femme, Setsuko, et c'est le coup de foudre. Mais Setsuko a été promise par ses parents à un homme qu'elle doit épouser bientôt. Elle finit par s'enfuir de chez elle et part pour Tokyo afin d'y retrouver Tatsurou. Mais peu après, la guerre éclate au Japon et Tatsurou est mobilisé. Ils se revoient juste avant le départ de Tatsurou et se promettent de s'attendre pour se retrouver aussitôt que possible. Mais bientôt, Setsuko est atteinte de la tuberculose.

## Fiche technique
- Titre original : (風立ちぬ, Kaze tachinu)
- Titre anglais : Autumn Interlude
- Réalisation : Mitsuo Wakasugi
- Scénario : Fukiko Miyauchi
- Image : Yonezo Maeda
- Musique originale : Kosuke Onozaki
- Montage : Osamu Inoue
- Production : Takeo Hori, Hideo Sasai
- Studio de production : Tōhō
- Distribution : Tōhō
- Pays :  Japon
- Langue : japonais
- Format : couleur
- Son : mono
- Durée : 94 minutes
- Date de sortie :  Japon : 31 juillet 1976

## Distribution
- Momoe Yamaguchi : Setsuko
- Tomokazu Miura : Tatsurou
- Shinsuke Ashida
- Seizaburo Kawazu
- Jūkichi Uno
- Yusuke Natsu

## Éditions en vidéo
Le film a été distribué en DVD par Toshiba EMI en 2000.